# Steve Beshear

Steve Beshear (Dawson Springs, Kentucky, 21 de setembre de 1944) és un polític estatunidenc del Partit Demòcrata. Des de desembre de 2007 ocupa el càrrec de governador de Kentucky.